# タイタニウム
タイタニウム (Titanium) とは、自動車のフレームの下面に装着し、油圧式サスペンション（ハイドロ）もしくはエアサスペンションなどを使ってフレームが地面に擦る程に下げ、フレームの代わりにこのタイタニウムと呼ばれる部品をアスファルト路面に接地させて火花を散らすパフォーマンス(DRAGGIN)用製品のこと。物によって出る火花の色が違うのは、含まれる成分が異なるため。
名前の由来はチタンを使っていることによる。ローライダーやトラッキンが好んで装着する。